# Amna Al Qubaisi
Amna Al Qubaisi (Arabisch: آمنة القبيسي) (Washington, Virginia, Verenigde Staten, 28 maart 2000) is een autocoureur uit de Verenigde Arabische Emiraten. Haar vader Khaled Al Qubaisi en zus Hamda Al Qubaisi zijn eveneens autocoureurs.

## Carrière

### Karting
Al Qubaisi begon haar autosportcarrière in het karting in 2014 op veertienjarige leeftijd. In 2015 werd zij de eerste Arabische vrouw die deelnam aan de Rotax Max Challenge World Finals. Twee jaar later behaalde zij regelmatig top 10-klasseringen in internationale kampioenschappen. Dat jaar werd zij tevens de eerste Arabische vrouw die het UAE RMC Championship won.

### Formule 4
In 2016 maakte Al Qubaisi haar debuut in het formuleracing met haar deelname aan het eerste raceweekend van het Formule 4-kampioenschap van de Verenigde Arabische Emiraten bij het team Abu Dhabi Racing, dat gerund werd door Prema Powerteam. Zij ging echter in geen van de races van start. In 2018 reed zij daadwerkelijk haar eerste kampioenschap in formulewagens toen zij voor Prema Theodore Racing deelnam aan het Italiaans Formule 4-kampioenschap. Zij reed in zes van de zeven raceweekenden, waarin een twaalfde plaats op het Adria International Raceway haar beste resultaat was. Hierdoor eindigde zij puntloos op plaats 34 in het klassement. Aan het eind van het jaar testte zij voor het eerst een Formule E-auto voor het team Envision Virgin Racing op het Riyadh Street Circuit.
In 2019 schreef Al Qubaisi zich in om deel te nemen aan de W Series, een nieuw kampioenschap waar enkel vrouwen in mochten rijden. Zij kon vanwege verplichtingen op school niet bij de selectieprocedure aanwezig zijn en werd dan ook niet gekozen als coureur in de klasse. Hierop keerde zij terug in de Italiaanse Formule 4, waarin zij samen met haar zus Hamda uitkwam voor het team Abu Dhabi Racing by Prema. Een dertiende plaats op het Circuit Mugello was haar beste resultaat en zij eindigde puntloos op plaats 31 in het kampioenschap. Aan het eind van het jaar reed zij in een niet-kampioenschapsronde van het Formule 4-kampioenschap van de Verenigde Arabische Emiraten bij Abu Dhabi Racing op het Yas Marina Circuit. Zij behaalde de pole position en de overwinning in de eerste race, waarmee zij de eerste Arabische vrouw werd die een zege in het formuleracing behaalde.
In 2023 reed Al Qubaisi in het laatste raceweekend van de nieuwe Formula Winter Series op het Circuit de Barcelona-Catalunya bij het GRS Team, maar kwam in geen van beide races aan de finish.
In 2024 begon Al Qubaisi het jaar in het nieuwe Saoedi-Arabische Formule 4-kampioenschap. Zij behaalde een podiumplaats op het Losail International Circuit en werd met 56,5 punten tiende in het klassement.

### Formule 3
Al Qubaisi miste het seizoen 2020 vanwege de maatregelen rondom de coronapandemie, maar in 2021 keerde zij terug in de autosport met haar deelname in het Aziatische Formule 3-kampioenschap, waarin zij opnieuw voor Abu Dhabi Racing by Prema reed. Een veertiende plaats op het Yas Marina Circuit was haar beste resultaat en zij eindigde op plaats 24 in het klassement. Ook kwam zij in aanmerking voor het rookiekampioenschap, waarin zij met 49 punten elfde werd. Haar vader Khaled reed in de laatste twee raceweekenden voor hetzelfde team.

### Formula Regional
In 2022 keerde Al Qubaisi terug in de Aziatische Formule 3, dat was omgedoopt naar het Formula Regional Asian Championship. Samen met haar vader en zus reed zij opnieuw voor Abu Dhabi Racing by Prema. In het eerste weekend op Yas Marina behaalde zij een kampioenschapspunt met een tiende plaats. Hierdoor eindigde zij op plaats 26 in het kampioenschap. In de rest van het seizoen reed zij in de laatste twee raceweekenden van het Formula Regional European Championship bij Prema als gastcoureur als vervanger van haar zus.

### F1 Academy
In 2023 stapte Al Qubaisi over naar de F1 Academy, een nieuwe klasse voor vrouwen die door de Formule 1 wordt georganiseerd, waarin zij samen met haar zus voor MP Motorsport reed. Zij behaalde twee zeges op de Red Bull Ring en Barcelona en stond hiernaast nog tweemaal op het podium op de Red Bull Ring en het Circuit Paul Ricard. Met 117 punten werd zij zesde in het kampioenschap.
In 2024 bleef Al Qubaisi actief in de F1 Academy bij MP. Tevens kreeg zij de steun van het Formule 1-team van RB. Vier achtste plaatsen op het Jeddah Corniche Circuit, het Miami International Autodrome (tweemaal) en Yas Marina waren haar beste resultaten, waardoor zij met 16 punten vijftiende in de eindstand werd.